# Unterneukirchen
Unterneukirchen település Németországban, azon belül Bajorországban. Lakosainak száma 3463 fő (2023. december 31.). Unterneukirchen Burgkirchen an der Alz és Kastl községekkel határos.

## Népesség
A település népessége az elmúlt években az alábbi módon változott:
| Lakosok száma | 516  | 1826 | 2224 | 2051 | 2854 | 2957 | 3070 | 3171 | 3325 | 3463 |
|               | 1875 | 1950 | 1975 | 1987 | 2012 | 2014 | 2016 | 2017 | 2021 | 2023 |